# Пронин, Николай Гаврилович
Никола́й Гаври́лович Про́нин (1919, д. Какуренка, Тульская губерния — 1950, Москва) — участник советско-финской и Великой Отечественной войн, полный кавалер ордена Славы.

## Биография
Родился в русской крестьянской семье. Окончил 7 классов. С 1938 года жил в Москве, работал штукатуром.
В 1939 году призван в Красную Армию Октябрьским РВК г. Москвы. Участвовал в советско-финляндской войне 1939—1940 гг.
C 22 июня 1941 года — на фронтах Великой Отечественной войны(Ленинградский фронт). В 1943 году вступил в ВКП(б).в июле 1943 года награждён медалью "За оборону Ленинграда".
27 января 1944 года в день окончательного снятия блокады Ленинграда наводчик орудия 410-го отдельного истребительно-противотанкового дивизиона 120-й стрелковой дивизии ефрейтор Пронин награждён медалью "За отвагу" за то,что его орудие в боях за г. Красногвардейск (г. Гатчина, Ленинградская область) уничтожило 2 пулемётные точки и до 10 автоматчиков, что облегчило продвижение пехоты вперед и взятие города.
В бою на нарвском плацдарме 24-25 июля 1944 года сержант Пронин, будучи наводчиком орудия 410-го отдельного истребительно-противотанкового дивизиона (120-я стрелковая дивизия, 8-я армия, Ленинградский фронт) истребил свыше 10 солдат, подавил 2 пулемётные точки. Вынес с поля боя командира орудия. Оставшись у орудия один, продолжал вести огонь. 4 августа 1944 года награждён орденом Славы 3 степени.
В бою за одерский плацдарм в районе г. Оппельн 25 января 1945 года, будучи командиром орудия того же дивизиона (21-я армия, 1-й Украинский фронт), выполнял обязанности наводчика, уничтожил свыше 10 гитлеровцев. 1 февраля 1945 г. при отражении контратаки неприятеля поразил свыше 40 солдат противника, уничтожил самоходное орудие. 28 февраля 1945 года награждён орденом Славы 2 степени.
Приказом по 120-й стрелковой Краснознамённой Гатчинской дивизии №: 28/н от: 04.05.1945 года награждён орденом Красной Звезды за то, что в боях за населённый пункт Пудигау уничтожил огнем своей пушки полевое орудие противника и огнем своего автомата до 30 солдат противника, отражая вражеские контратаки.
В боях за город Штайнау-ан-дер-Одер (ныне Сцинава, Польша) истребил 70 вражеских солдат и офицеров, подавил станковых 3 пулемёта.19 марта 1945 года при отражении контратак неприятеля вывел из строя свыше 100 гитлеровцев, сжёг 7 автомашин и 26 повозок. 27 июня 1945 года награждён орденом Славы 1 степени.
В 1946 году уволен в запас в звании старшины, работал в отделении милиции Москвы.
В 1950 году трагически погиб.

## Награды
- орден Красной Звезды
- орден Славы 3 степени (4.8.1944), 2 степени (28.2.1945), 1 степени (27.6.1945)
- медали, в т. ч. медаль «За отвагу»,медаль"За оборону Ленинграда"[2],"За победу над Германией".